# Cuffs and Links
Cuffs and Links is de vierentwintigste aflevering van het vierde seizoen van het tienerdrama Beverly Hills, 90210, die voor het eerst werd uitgezonden op 16 maart 1994.

## Verhaal
Brenda zit in de gevangenis, maar wordt tijdelijk vrijgelaten, in afwachting van een rechtszaak. Haar ouders kunnen hun oren niet geloven als ze horen dat ze is gearresteerd en weten niet hoe ze moeten reageren. Ze neemt haar vrienden in vertrouwen, maar Jesse raadt iedereen aan niet met haar om te gaan omdat ze dan medeplichtig kunnen worden. Brenda voelt zich eenzaam en in de steek gelaten. Ze krijgt ook nog eens ruzie met Kelly, als zij jaloers wordt dat Dylan altijd Brenda wil helpen.
Steve en zijn vader Rush doen mee aan een golftoernooi. Hier komt Steve erachter dat hij valsspeelt. Hij besluit zijn vader te confronteren, maar hij reageert met enkele opmerkingen waarin hij duidelijk maakt dat zijn zoon een grote verliezer is.
Brandon is bang dat Josh achter zijn affaire met Lucinda is gekomen. Hij denkt dat Lucinda hem heeft geïnformeerd. Lucinda heeft inmiddels de universiteit verlaten omdat ze een subsidie heeft gekregen voor het maken van haar film. Hij confronteert haar, maar zij zegt dat ze hem nooit zou willen kwetsen. Als het artikel over Brandon wordt uitgebracht, is hij verrast dat er niets negatiefs over hem in staat.
Andrea is eerst boos op Brenda, omdat ze in haar lab heeft ingebroken. Ze besluit samen met Kelly haar verontschuldigingen aan te bieden. Brenda is op dat moment inmiddels vrijgelaten, op voorwaarde dat ze een getuigenis aflegt tegen de andere medeplichtigen.

## Rolverdeling
- Jason Priestley - Brandon Walsh
- Shannen Doherty - Brenda Walsh
- Jennie Garth - Kelly Taylor
- Ian Ziering - Steve Sanders
- Gabrielle Carteris - Andrea Zuckerman
- Luke Perry - Dylan McKay
- Brian Austin Green - David Silver
- Tori Spelling - Donna Martin
- Carol Potter - Cindy Walsh
- James Eckhouse - Jim Walsh
- Joe E. Tata - Nat Bussichio
- Mark D. Espinoza - Jesse Vasquez
- Dina Meyer - Lucinda Nicholson
- Jed Allan - Rush Sanders
- Joshua Beckett - Josh Richland
- Lawrence Monoson - Jon Farrino
- Paul Lieber - Activist
- Stack Pierce - Bob Larson